# Zouheir El Graoui
Zouheir El Graoui (ur. 1 lipca 1994 w Casablance) – marokański siatkarz, grający na pozycji przyjmującego, reprezentant Maroka. 

## Siatkówka plażowa
Wraz z Mohamedem Abicha wygrali Mistrzostwa Afryki w 2017 i 2019 roku. W 2019 roku w stolicy Maroka, w Rabacie, także w parze z Mohamedem Abicha zdobyli srebrne medale Igrzysk Afrykańskich, w Sal brązowe. Na Igrzyskach Olimpijskich 2024 w Paryżu jego partnerem na boisku jak poprzednich latach był Mohamed Abicha.

## Przebieg kariery
| 2010–2013                 | Tihad Sportif Club      |
| 2015–2016                 | Al Khor SC              |
| 2016–2018                 | Asswehly SC             |
| 2018–2020                 | Stade Poitevin Poitiers |
| 2020–2021 (do 20.12.2021) | Tours VB                |
| 2021–2025 (od 26.12.2021) | Stal Nysa               |
| 2025–                     | PGE GiEK Skra Bełchatów |

## Sukcesy klubowe
- 2012:  Mistrzostwo Maroka
- 2017:  Puchar Libii
- 2017:  Wicemistrzostwo Libii
- 2018:  Mistrzostwo Libii

## Sukcesy reprezentacyjne
Mistrzostwa Afryki:
- 2015

## Nagrody indywidualne
- 2021: Najlepszy przyjmujący Mistrzostw Afryki